# Гришово
Гришово — село в Бабынинском районе Калужской области России. Входит в состав сельского поселения «Село Утешево».

## География
Село находится в центральной части Калужской области, в зоне хвойно-широколиственных лесов, в пределах Мещовского ополья, на правом берегу реки Большой Березуй, к югу от автодороги Р132, на расстоянии примерно 11 километров (по прямой) к северо-северо-востоку от посёлка Бабынино, административного центра района. Абсолютная высота — 181 метр над уровнем моря.

### Климат
Климат населённого пункта характеризуется как умеренно континентальный, с чётко выраженными временами года. Среднегодовая многолетняя температура воздуха составляет 4 — 4,6°С. Средняя температура самого холодного месяца (января) составляет −8,9 °C; самого тёплого (июля) — 17,8 °С. Среднегодовое количество атмосферных осадков составляет 650—730 мм. Продолжительность безморозного периода — около 149 суток.

### Часовой пояс
Село Гришово, как и вся Калужская область, находится в часовой зоне МСК (московское время). Смещение применяемого времени относительно UTC составляет +3:00.

## Население
| 2002 | 2010 |
| ---- | ---- |
| 0    | →0   |

## Достопримечательности
В селе расположен недействующий и частично разрушенный православный храм, освящённый в 1769 году во имя святого Николая Мирликийского.